# Xv6
xv6は、ANSI Cによる、Sixth Edition Unixのマルチプロセッサx86システムへの再実装である。xv6はMITにおけるオペレーティングシステムエンジニアリング (6.828) コースにて、教育を目的として使われている。

## オペレーティングシステムの目的
LinuxやBSDとは異なり、xv6は1セメスターで学習するのに十分なほどシンプルであり、Unixの重要な概念と構造を含んでいる
。
このコースでは、オリジナルのV6のコードを学習するのではなく、xv6を使う。それは、PDP-11マシンは簡単には手に入らないし、オリジナルのV6は非常に古いANSI C以前のC言語で書かれているためである。

## セルフドキュメンテーション
xv6のMakefileの面白い特徴として、ソースコード全体を読みやすい形式で掲載したPDFファイルを生成するオプションを持っていることが挙げられる。
ソースコード全体は、たった92ページであり、これにはクロスリファレンスが含まれている
。
これは、オリジナルのV6のソースコードが、Lions' Commentary on UNIX 6th Edition, with Source Codeとして、出版されたことにちなんでいる。

## 教育目的での利用
xv6は以下の大学のオペレーティングシステムのコースでも使われている。
- ラトガース大学[3]
- イェール大学[4]
- コロンビア大学[5]
- ベングリオン大学[6]
- ジョンズ・ホプキンス大学[7]
- 清華大学[8]
- ウィスコンシン大学マディソン校[9]
- リンナエウス大学[10]

## 商業での利用
- TrustKernelによるT6[11] セキュアカーネルは、ARMにポートされたxv6 OSであり、中国では多くのセキュアフォンで実際に使用されている。

## 非公式の拡張
xv6をARMアーキテクチャへ移植し

仮想記憶をサポートするように拡張する活動がある。
、
また、別のプロジェクトでは、新しいプロセススケジューラー

とネットワーク機能を追加しようとしている
。
また、MITのコースから派生したプロジェクトの多くが、カーネルに新しい機能を追加している。